# 魚谷忠
魚谷 忠（うおたに ただし、1897年 - 没年不詳）は、日本のアナウンサー。
社団法人大阪放送局および日本放送協会関西支部大阪中央放送局（JOBK。のちのNHK大阪放送局) に所属し、1927年の第13回全国中等学校優勝野球大会で実況中継を担当し、日本の放送史上初のスポーツ実況アナウンサーとなった。

## 略歴・人物
大阪府で生まれ育つ。1916年に第2回全国中等学校優勝野球大会に市岡中学の三塁手として出場し準優勝。関西学院高商部に進学後も野球部で活動した。
関学卒業後、銀行へ就職して3年間勤務。このとき、JOBKのアナウンサー募集記事を見て応募を決意するが、保証人が必要で、相談した勤務先の支店長が快諾し、円満に転職した。1926年5月にJOBKへ入局。
退職後の1987年3月31日に、第59回選抜高等学校野球大会へ母校が出場した際、中継放送のゲストとして招かれた。

## 日本初のスポーツ中継

### 放送の準備
JOBKは1926年から、中等学校優勝野球大会の中継放送の計画を進めていたが、開催地の甲子園球場の所有者である阪神電鉄は、当初「放送されると、わざわざ球場に野球を見にくる人が減少する」として、難色を示した。JOBKは朝日新聞社とともに、1927年、阪神と再度交渉して同年の大会から中継することに決定した。交渉はまとまったが経験がない野球中継にJOBKは戸惑った。「実況」と呼ばれるアナウンス技術は、日本初のスタジオ外中継放送である1925年10月31日 の名古屋放送局による天長節祝賀行事中継以来、未熟ながら構築されていた。
当時の放送は逓信省の検閲を受ける規則であった（放送禁止事項参照）。放送局は事前に台本や梗概を管轄の逓信局に提出して放送内容の確認を要したが、スポーツ中継はプレー内容を事前に決められず、検閲の届け出は不可能だった。交渉の結果、事前検閲の代わりに放送席に大阪逓信局の監督官を同席させ、アナウンサーが実況内容を誤ったり宣伝的な発言をした場合は監督官が即座に放送を遮断させることに決まった。
入局1年に満たなかった魚谷が、この大会の全21試合を1人で担当するよう上司から指示されたのは、大会開催のわずか半月ほど前だった。局内で唯一野球の経験があってルールを熟知しており、かつ体力があったことが抜擢の理由だったが、手本となる前例がなく、渡米経験のある朝日新聞の記者・木村亮次郎に1925年当時のアメリカの野球放送の実情をたずねた。しかし木村が聞いた放送は、現在のスポーツニュースに相当するもので、参考にならなかった。また、魚谷は市岡中の先輩であり、本番で解説者として同席する佐伯達夫（後の高野連会長）に相談を持ちかけた。佐伯は笑いながら「野球はわしのほうが上かもしらんが、マイクロホンについてはお前の方がよく知っているし、しゃべるのはお前のほうがうまいじゃないか」と励ました。
自らアナウンス技法を編み出すほかなかった魚谷は覚悟を決め、兵庫県予選の会場に通い、プレーの描写練習を繰り返した。このとき魚谷は、「試合内容をできるだけ忠実に描写すること」「野球を熟知しない人でも放送に興味が持てるように、平易な言葉で放送すること」のふたつを心掛けた。そこで魚谷は仮想の聴取対象を中学2、3年に置き、野球用語については、「セカンドゴロ、二塁ゴロ」「左翼へ飛球、レフトフライ」のように英語と日本語を混ぜてアナウンスすることに決めた。朝日の記者だった飛田穂洲から「野球は白球の遅速によって結果が醸成される」と告げられ、教えの通り球の行方を一筋に追って描写することを念頭に置いた。

### 本番
第13回全国中等学校優勝野球大会の1回戦第1試合・札幌一中対青森師範の試合は、1927年8月13日9時5分から開始された。第一声は「JOBK、こちらは大阪中央放送局甲子園臨時出張所であります」だった。
- NHK出版編『放送の20世紀 ラジオからテレビ、そして多メディアへ』には、このあとの魚谷のアナウンスが記述されている。
「いま、ピッチャーがボールを投げます。ソラ投げました。バッターが打ちました。アッ大飛球です。中堅が走ります。受けました」
- 雑誌『アサヒスポーツ』9月10日臨時増刊号に、大会7日目の準決勝第1試合・広陵中学対松本商業戦の延長11回以降の魚谷のアナウンスの速記が残る。
「走者は一、二塁にあります。ボール。ストライク、ワン・エンド・ワン。サア、ピッチャーが投げます、ソラ、ボール・ワン。ソラ、ボール・ツー。ボール・スリー、ワンスリー（大声を発す）。ニアー・ボール。広陵一死フルベースとなりました。打者八番、八十川くん。アウトワン、打者八十川クーン、ファウルフライがあがりました、ストライキ・ワン（※引用ママ）……ノータイム……アウトワン、フルベース……（この間喧噪何も聞えず）……八十川君は、二塁越え、ホームイン。戦いは終わりました。広陵は1点。4A対3。勝敗はここに終わりました[1]」（漢数字は算用数字に置き換え、原文にあった観客の声援を表す約物は割愛し、句読点を置いた）

「ソラ」「サア」といった間投詞や、体言止めが多用されている。これには大阪アクセントが出るのを防ごうとする潜在意識があったという。
魚谷は4日目あたりから声のかすれやのどの痛みに苦しみ、佐伯達夫による総評が行われた各試合の合間に、吸入器を用いながら乗り切った。

### 放送の反響
手探りのまま8日間の中継を終えた魚谷は、自身のアナウンスを「思うほどのことばが口から出なかったのではないか」と振り返った。しかし聴取者からは、冷静であるよりはむしろ興奮気味に中継したことに対して好評を寄せられて驚いた。友人の新聞記者からは「放送のなかで“殺す”とか“死ぬ”とか“刺殺する”とか言っているが、あまり使うなよ。『甲子園で殺人事件が起こってるんじゃないか』なんて電話が新聞社にもかかってきて困るよ」と冗談交じりに言われた。
東京放送局では、大阪での反響を受け、決勝戦の開催日に試合経過の情報が書かれた原稿をもとに、詳細に解説する特別番組が放送された（当時はネットワークが未整備で実況中継の同時放送ができなかった）。解説者は時事新報運動部記者の河西三省。河西は2年後の1929年にNHKに入局し、スポーツ実況アナウンサーに転身する。